# Olga Visentini
Olga Visentini (Nogara, 25 aprile 1893 – Padova, 29 maggio 1961) è stata una scrittrice, traduttrice e docente italiana.

## Biografia
Il padre gestisce un caffè, denominato Dei Mori, la madre si chiama Virginia Cugola ed è originaria di Revere, provincia di Mantova. La famiglia si trasferisce a Goito e poco dopo a Suzzara, in provincia di Mantova. Ha cinque sorelle.
A Suzzara frequenta l'asilo e le scuole elementari. Si diploma maestra nel 1910. Insegna a Poggio Rusco, a Gonzaga. Nel 1915 la famiglia si trasferisce di nuovo in provincia di Verona, precisamente a Cerea.
Durante la prima guerra mondiale presiede diversi comitati sorti per dare aiuto ai soldati, alle vedove e agli orfani.
Con l'aiuto finanziario di una borsa di studio, assegnatale dall'Istituto Franchetti di Mantova, frequenta la Facoltà di Magistero a Firenze e nel 1920 si laurea in Lettere.
Insegna negli Istituti Tecnici e nelle Scuole Medie di Como, Luino, Badia Polesine, Chiusi, Pontremoli, Rovigo (1924-1927), Pavia (1927-1931) e a Milano fino al 1961, per 18 anni nella Scuola Media femminile Parini.
Muore a Padova il 29 maggio 1961.

## Attività letteraria
Scrive più di cento opere.
La sua attività letteraria è costituita dalla scrittura di fiabe, racconti, poesie, filastrocche, romanzi storici (tra cui La Pensierosa ispirato a personaggi reali come la famiglia Sparavieri) e romanzi fantastici per ragazzi. Accanto a questa produzione creativa trovano spazio traduzioni e riduzioni di classici: nel 1953 La piccola Fadette, di George Sand, nel 1957 Alice nel paese delle meraviglie di Lewis Carroll, nel 1958 Senza famiglia, di Hector Malot, le Fiabe di Charles Perrault, La giovane siberiana, di Xavier de Maistre e Fabiola di Nicholas Wiseman.
Olga Visentini è anche stata un'attenta studiosa di problemi pedagogici riguardanti il mondo della letteratura per l'infanzia: compose a questo proposito un famoso saggio intitolato Libri e ragazzi più volte ristampato.
Fu autrice di manuali e antologie per la scuola.
Le sue opere sono pubblicate da importanti case editrici come Giunti, Mondadori, UTET, SEI, Fabbri, Mursia e Salani.
Collaborò a riviste, in particolare a La vispa Teresa (1947-1953).

## Riconoscimenti
Nel 1953 vince il  Premio letterario nazionale Trieste con il romanzo Belfiore.
Nel 1956 è nominata Presidente Onoraria dell'Albo Scrittori per la Gioventù e l'Infanzia.
Nel 1967 viene dedicata alla scrittrice la Scuola Elementare di Suzzara e per l'occasione è pubblicata postuma una raccolta di poesie giovanili Squilli di giocondità.
Nel 2008 il comune di Cerea istituisce una nuova edizione del premio di letteratura per ragazzi alla sua memoria.

## Opere
- La perletta del fiume azzurro. Leggenda cinese in un prologo e tre atti, Ostiglia, La Scolastica, 1914.
- Folletti rossi, Mantova, 1914.
- Primavere italiche. Romanzo d'attualità, Ostiglia, La Scolastica, 1915.
- Profili di bimbi, Mantova, 1915.
- Quattro luci ed anime del Risorgimento, Mondadori, Roma-Ostiglia 1920, Verona 1951, Milano 1967.
- La zingarella e la principessa. Romanzo storico, con la collaborazione di Gastone Regosa, Mondadori, Ostiglia 1920, riedito nel 1926, sempre da Mondadori, a Milano, poi a Verona 1951, a milano 1967.
- L'incantesimo, in collaborazione con Antonio Rubino, Mondadori, Roma 1922
- Fiori del Po. Racconti, Risorgimento, Milano 1922, Milano 1959.
- Lucciolette, Milano: F.lli Nugoli, (in collaborazione con Pinochi)
- Piccola anima selvaggia. Racconto, in collaborazione con Fabio Fabbi, Paravia, Torino 1923.
- Leggende a ghirlandelle, Torino: Paravia, (in collaborazione con Fabio Fabbi)
- Rosignoletto. Romanzo, SEI, Torino 1924, 1925, 1937, 1941, 1944, 1946.
- Scena di bimbi, di sogni e di rose, Mondadori, Milano 1924.
- Il piccolo Orlando paladino, Milano 1925.
- Milano: Risorgimento,
- Il poeta amaro, Salani, Firenze 1925.
- Le fatine del ventaglio, Salani, Firenze 1925.
- Lucciolette, Milano 1925.
- Bambini alla ribalta. Commediole, R. Carabba Editore, Lanciano 1926.
- Drin...Si alza il sipario, R. Carabba Editore, Lanciano 1926.
- Il libro di Orella. Storie piccoline, R. Carabba Editore, Lanciano 1926.
- Le fiabe di Alisella, con Roberto Sgrilli, SEI, Torino 1926.
- La scelta di Biondachioma, con G. Moroni-Celsi, La Editoriale Libraria, , Trieste 1927.
- Mondo piccino. Filastrocche, Trieste 1927.
- Piccoli italiani, SEI, Torino 1927.
- Le serenate dei grilli. Versi, SEI, Torino 1928.
- La lampada accesa: Corso di economia domestica per le scuole di avviamento al lavoro, Mondadori, Milano 1929.
- Sotto le ali di Roma, Roma 1929.
- Stelline. Fiabe, Roma 1929.
- La vita economica dell'Italia moderna, Milano 1929.
- Bocca di pesce. Fiabe, Trieste 1930.
- In memoria di mons. Angelo Fiorini Vescovo di Pontremoli, Tipografia C. Cavanna, Borgotaro 1930.
- Nonni e nonnine. Racconti storici, Torino 1931, 1961.
- La zampogna, Torino 1932, 1933.
- Gioietta, Milano 1933.
- La conquista di Albanara, Milano-Verona 1933, Milano-Bergamo 1955.
- Monelli del lago, Torino 1933, 1939, 1944, 1946, 1953.
- Sonatrici di flauto, Verona 1933, Torino 1951.
- Il falco. Romanzo, con Pio Pullini, Milano 1934.
- Brigate senza magia, Torino-San Benigno Canavese 1935.
- Il piccolo barcaiuolo dell'Adige. Racconto storico, Milano 1935.
- L'aquila lontana, Milano-Verona 1935.
- Giuocatore di calcio. Racconto, Milano 1936.
- L'ombra sulla strada, Torino 1936-1938.
- Africanelle. Fiabe, Torino 1937.
- Lionello del leone, Torino 1938, 1944, 1945, 1955.
- Fioravante. Romanzo, Milano 1938.
- Soldatini d'ogni giorno. Romanzo per ragazzi,
- Disceso da Roma, Milano 1938-1939, Torino 1954, 1960, 1963.
- Ambradoro, Torino 1939.
- Aurora nella foresta, Milano 1940, Milano-Torino 1944.
- I cavalieri azzurri, Milano 1940, Torino 1950-1956-1964-1970.
- Capinero. Romanzo, Torino 1940-1943.
- In cerca di Rose, Roma 1940-1943.
- La damina senza cipria, Firenze 1940, 1966, 1971.
- La missione di Manuela, Firenze 1940-1942.
- Leggende d'Italia, Torino 1940-1948.
- Libri e ragazzi: storia della letteratura infantile e giovanile, Milano 1940-1942.
- Il lume in fondo alla via. Romanzo, Milano 1941-43
- L'ombra sulla strada. Romanzo per giovanetti, Torino 1941.
- La brigata degli angeli, Milano 1941.
- Piccole ali. Antologia per la scuola Media, Milano-Monza 1941.
- Le rose del castello, Firenze 1942-1947.
- La rondine e i prigionieri. Romanzo, Firenze 1943.
- La viandante delle Corti, Torino 1943-1950.
- La vigilia dei padri, Milano 1943-1950-1958
- Maria Serena, Torino 1944-Torino-Genova 1958, Torino 1961-1964.
- Monelli del lago. Romanzo, Torino 1944-1946-1958-1961.
- Fiamme sulla laguna, Brescia 1945-1964-1966-1970.
- Spiritelli poliziotti, Milano-Verona 1946.
- Le figlie dell'esule, Torino 1947.
- Quella dei gigli. Romanzo, Brescia 1947.
- La rocca sul mare, Milano 1948.
- Ballata d'aprile. Romanzo, Milano 1948-1952-1966.
- Chiardiluna. Romanzo, Brescia 1949-1952-1961-1968-1972.
- La Pensierosa, Milano 1949-1950-1958-1967.
- Io sono il giocatore di calcio, Milano-Verona 1950.
- Muslim. Romanzo, Milano 1950.
- Albarosa. Racconti, Brescia 1951-1959.
- Azzarellina, Brescia 1951-1963.
- Il cinematografo delle lucciole, Brescia 1951.
- Il fiore sul ceppo. Romanzo, Milano 1951-1957-1967.
- Il tesoro del bambino, Brescia 1951.
- Il sogno del pulcino, Brescia 1951.
- Incantesimo alle bambole, milano 1951.
- Le alleate del quadrifoglio. Romanzo, Milano 1951-1954.
- Le perle meravigliose , Brescia 1951.
- I ragazzi degli scogli, Milano 1952-1969-1971-1981.
- Belfiore. Romanzo dei martiri, Torino 1952-1956-1960-1964-1965-1971, Reggio Emilia 1981.
- Il tesoro di Fontechiara, Torino 1952.
- Leggende d'Italia, Milano 1952-1967.
- Principessa Flavia. Romanzo storico, Torino 1952.
- Campane di trieste, Milano 1953.
- Gara di una notte. Romanzo, Milano 1953-1961.
- L'ora che viene. Romanzo, Milano 1953.
- Ambretta. Romanzo, Milano 1954-1959-1967.
- La dama del quadro. Romanzo, Milano-Merate 1954-1956.
- Le grandi avventure. Biografie, Milano 1954.
- Lo scoiattolino cortese e altri racconti, Brescai 1954-1963-1973.
- Chiarella, Milano 1955-1956-1967.
- Fiordispina. Romanzo fantastico, Torino 1955.
- Gli uomini dei prodigi, Milano 1955.
- Il destino dei cancelli, Milano 1955-1958-1967.
- Incontro con la primavera. Fiabe, Bergamo-Milano 1955.
- Luci sull'acqua. Romanzo, Milano 1955.
- Musicisti, Milano 1955-1956.
- Un piccolo legionario di Cesare, Milano 1955.
- Alisa. Romanzo, Torino 1956-1963-1965-1966.
- La fidanzata lontana, Firenze 1956.
- Regine di poesia, Torino 1956-1963.
- Cielo nelle ali, Milano 1957.
- Condottieri, Milano 1957-1961.
- Dora X. Romanzo, Milano 1957.
- L'ignota via, Torino 1957.
- La barriera. RomanzoMilano 1957-1970.
- Nasturzi d'oro, Milano 1957.
- Dorilena. Romanzo, Milano 1958-1962-1963-1967-1970.
- Il ritorno di Gaia, Milano 1958.
- L'araldo del gran re, Modena 1958, Bologna 1963.
- Le campane del signor conte. Romanzo biografico,Torino 1958-1963.
- Una strana crociera, Milano 1958.
- Poeti, Milano 1958.
- Rifiorisce l'arancio, Milano 1959.
- Stelle sul mare. Romanzo, Bologna 1959.
- Donne nel Risorgimento, Bologna 1960.
- Come pesco in fiore. romanzo, Milano 1960-1965.
- Fricki il porcospino, Milano 1960.
- Il viandante dagli occhi blu. romanzo, Milano 1960-1964.
- La grande cavalcata, Torino 1960-1964.
- La vita di Gesù raccontata ai bambini, Milano 1960.
- L'uomo delle cascate, Milano 1960.
- Poeti e carbonari, Bologna 1960.
- L'ulivo sotto la neve, Milano 1961.
- Primo vere: storia della letteratura giovanile, Milano 1961.
- Condottieri, Milano 1961-1966.
- Il libro degli uccelli. racconti, Milano 1961.
- Walt Disney: uccelli nella giungla, Milano 1961.
- L'angelo sul campanile, Istituto Edizioni Artistiche, Milano 1962, Brescia 1966-1973.
- Luce sull'acqua, Fabbri, Milano 1962.
- Il mistero del mulino, Piccoli, Milano 1963.
- Incontro fra i meli, Bietti, Milano 1966.
- Squilli di giocondità, Bottazzi, Suzzara 1967.
- Le ragazze della Fiumara, La Sorgente, Milano 1968.
- Madalè, Malipiero, Ozzano Emilia 1969-1971-1972.
- L'ardito del Conte Verde, SEI, Torino 1970.
- Accanto a te combatterò, La Sorgente, Milano 1974.